# 26879 Haines
26879 Haines (1994 NL2) là một tiểu hành tinh bay qua Sao Hỏa được phát hiện ngày 9 tháng 7 năm 1994 bởi C. S. Shoemaker và E. M. Shoemaker ở Palomar.